# August Wilhelm Eichler
Pour les articles homonymes, voir Eichler.
August Wilhelm Eichler est un botaniste prussien, né le 22 avril 1839 à Neukirchen dans l'électorat de Hesse et mort le 2 mars 1887 à Berlin.

## Biographie
Eichler étudie les mathématiques et l'histoire naturelle à l'université de Marbourg et obtient son doctorat en 1861. Il s'installe alors à Munich où il devient l'assistant de Carl Friedrich Philipp von Martius (1794-1868).
Il a travaillé sur la symétrie du système floral et développe un système de classification qui servira de base aux travaux de Adolf Engler (1844-1930) et sera largement adopté par les botanistes européens.